# Hans Unnützer
Hans Unnützer war ein deutscher Politiker (CSU). Er war von 1947 bis 1958 Landrat des Landkreises Traunstein.

## Lebenslauf
Hans Unnützer war Rechtsanwalt. 1947 wurde er vom Kreistag zum ersten frei gewählten Landrat des Landkreises Traunstein bestimmt. 1952 trat er zur Wiederwahl gegen Josef Kiene (SPD) im Kreistag an. Beide erhielten im ersten und einzigen Durchgang jeweils 20 Stimmen. Danach musste das Los entscheiden, wobei Unnützer gewann. 1958 wählten dann nach einer Wahlrechtsänderung alle Landkreisbürger den Landrat und entschieden sich mehrheitlich für Kiene. Bundesweit bekannt wurde der Hobbyimker Unnützer nach seiner Abwahl durch den Privatkrieg gegen den Landkreis Traunstein um seine Privatnutzung des Gartens des Landratsamtes.